# La Pointe-Rouge
Ne doit pas être confondu avec Pointe de Terre Rouge.
La Pointe-Rouge est un quartier du 8e arrondissement de Marseille (canton de Marseille-La Pointe-Rouge), situé au sud de la ville entre La Vieille-Chapelle et Montredon. Il borde le quartier de Sormiou, dans le 9e arrondissement voisin, au niveau du parc du Roy d'Espagne. 
Ce quartier accueille le port de la Pointe-Rouge, grand port de plaisance de Marseille. Construit entre 1964 et 1972, il offre 1 800 places à quai et de nombreuses activités nautiques : voile, plongée, aviron de mer, kayaks ou pirogue polynésienne.
La plage de la Pointe-Rouge, plage de sable, bien abritée des vents dominants, est très populaire. D'autres lieux de baignade sont accessibles dans le quartier. En direction de Montredon, la Batterie et le Bain des Dames sont deux plages prisées des habitants du quartier. 
De nombreux restaurants, pubs, cafés et clubs en font un quartier animé de la ville. L'École nationale de la Marine marchande, « L'Hydro », est installée dans le quartier. À proximité de ce dernier se situent le lycée Marseilleveyre, le lycée des Calanques et le lycée professionnel Poinso-Chapuis.
Essentiellement résidentiel, ce quartier abrite des maisons individuelles sur le littoral, et plusieurs grands ensembles au sud (résidences Marseilleveyre, Sainte-Catherine, parc du Roy d'Espagne).

## Toponymie
Le nom « Pointe Rouge » viendrait de la couleur de la terre des petites falaises entre la Pointe Rouge et la Madrague de Montredon.

## Transports
Le quartier est desservi sur son littoral par les lignes 19 et 47 aux arrêts Vieille-Chapelle, Pointe-Rouge et Tiboulen.
Les lignes 44 et 45 le desservent plus au sud, respectivement par la traverse Parangon et l'avenue André Zenatti.